# Langlands-Dual
In der Mathematik ist das Langlands-Dual einer Gruppe in Zusammenhang mit dem Langlands-Programm, einer Reihe von weitreichenden Vermutungen, die die Zahlentheorie und die Darstellungstheorie von Gruppen miteinander verknüpfen, von Bedeutung.

## Definition
Sei {\displaystyle G} eine spaltbare reduktive Gruppe über einem globalen Körper {\displaystyle F}. Das Langlands-Dual {\displaystyle {\widehat {G}}} ist die spaltbare reduktive Gruppe, deren Gewichte und Wurzeln die Kogewichte und Kowurzeln von {\displaystyle G} sind. 

## Langlands-Dual halbeinfacher komplexer Lie-Gruppen

Sei {\displaystyle G} eine einfache komplexe Lie-Gruppe mit Lie-Algebra {\displaystyle {\mathfrak {g}}}. Sei {\displaystyle {\widehat {G}}} das Langlands-Dual mit Lie-Algebra {\displaystyle {\hat {\mathfrak {g}}}}.
Dann ist das Dynkin-Diagramm von {\displaystyle {\hat {\mathfrak {g}}}} dual zum Dynkin-Diagramm von {\displaystyle {\mathfrak {g}}}. (Das Dynkin-Diagramm von {\displaystyle B_{n}} ist dual zum Dynkin-Diagramm von {\displaystyle C_{n}} und umgekehrt. Alle anderen Dynkin-Diagramme sind zu sich selbst dual.) 
Für halbeinfache Lie-Gruppen {\displaystyle G_{1},G_{2}} ist die Lie-Algebra von {\displaystyle {\widehat {G_{1}\times G_{2}}}} isomorph zu {\displaystyle {\hat {\mathfrak {g}}}_{1}\oplus {\hat {\mathfrak {g}}}_{2}}.
Weiterhin ist das Zentrum von {\displaystyle {\widehat {G}}} isomorph zur Fundamentalgruppe von {\displaystyle G} und umgekehrt.

## Beispiele
- Das Langlands-Dual von {\displaystyle SL_{n}} ist {\displaystyle PGL_{n}}.
- Das Langlands-Dual von {\displaystyle SO_{2n+1}} ist {\displaystyle Sp_{2n}} und umgekehrt.
- Das Langlands-Dual von {\displaystyle Spin_{2n}} ist {\displaystyle SO_{2n}/\left\{\pm 1\right\}}.
- Für {\displaystyle G\in \left\{GL_{n},SO_{2n},E_{6},E_{7},E_{8},F_{4},G_{2}\right\}} ist {\displaystyle {\widehat {G}}=G}.

## Motivation
Sei {\displaystyle A} der Adelering zu {\displaystyle F}. Das Ziel des Langlands-Programms ist es, die Darstellung von {\displaystyle G(A)} auf {\displaystyle L^{2}(G(F)\backslash G(A),\mathbb {C} )} in durch Galois-Darstellungen nach {\displaystyle {\widehat {G}}} parametrisierte Summanden zu zerlegen.